# Emanuele Basile (politico)
Emanuele Basile (Casalpusterlengo, 26 maggio 1955) è un politico italiano.

## Biografia
Figlio di un avvocato e di una casalinga lodigiana, dopo la maturità si è laureato in Giurisprudenza presso l'Università degli Studi di Pavia. Conseguita la laurea ha iniziato la carriera professionale di avvocato, aprendo uno studio a Casalpusterlengo e a Lodi.
Nel 1991 ha aderito al movimento politico Lega Nord.
È stato eletto alla Camera dei deputati (Italia) nel 1994. Nel corso della XII legislatura ha rivestito gli incarichi di vicepresidente della commissione giustizia e di presidente della giunta per le autorizzazioni a procedere della Camera dei Deputati.
È stato eletto Componente del Consiglio Superiore della Magistratura dal Parlamento in seduta comune nel luglio del 2018.
È stato nominato Presidente della Quarta e Vice Presidente della Quinta Commissione del Consiglio Superiore della Magistratura per l'anno 2018 e 2019 con Decreto del Presidente della Repubblica.